# Rebab
El rebab, de l'àrab الرباب, ar-rabāb, és un instrument de corda, aparegut per primer cop a l'Afganistan, a tot tardar al segle viii aC, i que es difongué a través de les rutes comercials islàmiques fins a l'Àndalus i parts de l'Europa de l'Est, passant per tot el territori islàmic actual, i per l'Est fins a la Xina. És el primer instrument a arquet que va arribar a l'Occident. La varietat que es toca amb arquet (versemblantment l'original) sovint té una punxa a davall per recolzar-hi l'instrument (com els violoncels actuals).
Les versions «pinçades», com el rebab kabuli (de vegades anomenat rubab) es toquen amb plectre com el llaüt, mentre altres versions es toquen amb arquet. Un d'aquests instruments és el Gusle, un instrument molt difós als Balcans. És gairebé segur que és un avantpassat del violí europeu, a través del rabec medieval. És utilitzat en una gran varietat de conjunts i gèneres musicals musicals, en consonància amb la seva gran distribució, i es construeix i es toca de diferents maneres en diferents zones.
En la classificació de Hornbostel-Sachs pertany al grup: 321.321 dels llaüts amb caixa de ressonància en forma de bol.

## Construcció
Els rebabs «pinçats», habituals a l'Afganistan, el Pakistan, i nord-oest de l'Índia són instruments de forma estranya, amb una forma que ha estat descrita per alguns com «de barca». El cos de l'instrument és pesat, de fusta buidada, estret al mig, fet que suggereix que antigament havien estat tocats com un violí, amb arquet. El cos està cobert amb una pell tesa, que normalment està ben encolada al cos. El coll és molt estret, i el màstil sovint està molt decorat. El claviller està acabat sovint amb escultures intricades.
El rebab kabuli té tres o quatre cordes (habitualment amb una corda doble) amb un pont consistent en una peça esculpida que recula, a pressió, sobre la pell. Aquestes cordes estan enganxades a clavilles (no mecàniques) que es troben al claviller, i van a parar en un únic pic molt sòlid situat a la part inferior de l'instrument. La major part de rebabs «pinçats» tenen un cert nombre de cordes que ressonen per simpatia, i que s'afinen mitjançant clavilles que es troben al llarg de la base del coll.
Hi ha diferents tipus de rebabs que es toquen amb arquet, que tenen diferents funcions. Al sud-est de l'Àsia, el rozh rebab és un instrument gran, amb una tessitura semblant a la de la viola da gamba, mentre que les versions de l'instrument que es toquen més cap a l'oest tendeixen a ser més petites i agudes. El rozh rebab consisteix habitualment en un cos petit, arrodonit, amb la part frontal coberta amb una membrana que pot ser de pergamí o de pell.
El cos varia, dels models més decorats, com a Java, als més simples, com el de dues cordes d'Egipte i Iraq, que sol tenir el cos fet amb una closca de coco, motiu pel qual s'anomena goza (de l'àrab egipci: جوزة (الهند), gūza (al-Hind), ‘coco’). Les versions més sofisticades tenen una caixa de ressonància de fusta, coberta per la part de davant amb una membrana de pell (sovint de cabra).